# ヤズーシティ駅
ヤズーシティ駅（英語：Yazoo City Station）はアメリカ合衆国ミシシッピ州ヤズーシティ ウェスト・ブロードウェイおよびノース・ウォーター・ストリートにある駅。 全米各地を結ぶ旅客鉄道のアムトラックが乗り入れている。

## 概要
当駅は屋根がある待合所のみである。いつ駅が開業したかは不明だが、1995年シティ・オブ・ニューオーリンズ号のジャクソンとメンフィスの間の経由地が変更になった時、当駅とグリーンウッドに停車することとなった。

## 利用可能な鉄道路線／列車
アムトラックの発着する列車は下記の通り。
シカゴとニューオーリンズ間の夜行長距離列車シティ・オブ・ニューオーリンズ号…1日1往復発着